# Copinsay
Copinsay è una delle Isole Orcadi, situata nel Mare del Nord presso la Scozia, a est delle principali isole. L'isola è disabitata ed è una riserva della RSPB, ed ospita anche un faro.
Sull'isola è presente una grande colonia di alicheri grigi, mentre nel mese di luglio si possono avvistare le pulcinelle di mare.